# Walter Conrad (Schriftsteller)

Walter Conrad, 2002

Walter Conrad (* 22. Februar 1922 in Breslau; † 4. Mai 2006 in Eisenach) war ein deutscher Schriftsteller, Fachbuchautor und Erzähler.
Walter Conrad arbeitete mehr als 50 Jahre als Schriftsteller. Dabei veröffentlichte er 42 Bücher und hunderte Vorträge. Seine unverwechselbare Art, komplizierte technische Zusammenhänge verständlich niederzuschreiben und mit einem Hauch Esprit zu versehen, machte ihn deutschlandweit bekannt. Einige seiner Werke wurden auch in ungarischer, polnischer und rumänischer Sprache veröffentlicht und Liebe Hörerinnen und Hörer (1956) in Blindenschrift übertragen. Zwei Literaturpreise, zwei  „Schönste Bücher des Jahres“  und eine Weltreise symbolisieren seinen Erfolg.

## Lebenslauf

### Jugend
Walter Conrad wurde als Sohn eines Mathematiklehrers im schlesischen Breslau (heute poln. Wrocław) geboren. Seine Schulzeit verbrachte er in der ebenfalls in Schlesien befindlichen Stadt Sagan (heute poln. Żagań). Dort besuchte er an der Schule seines Vaters das Gymnasium und machte 1939 das Abitur. Anschließend arbeitete er als Hochschulpraktikant bei Siemens & Halske in Berlin.

### Militärzeit
1941 wurde Walter Conrad zum Reichsarbeitsdienst eingezogen. Wenig später wurde er als Soldat der Wehrmacht zum Fernverkehrsfunker ausgebildet. Mit dieser Aufgabe nahm er in Rommels Afrikakorps am Feldzug in Nordafrika teil. Bereits 1943 geriet er in Tunesien in amerikanische Kriegsgefangenschaft und wurde zum Kartoffel- und Tabakanbau in den Südstaaten zur Zwangsarbeit verpflichtet. Nach dem Krieg wurde er bis zu seiner Entlassung 1948 in Frankreich interniert. Aus diesen Zeiten stammen auch seine guten Sprachkenntnisse. So konnte Walter Conrad sich problemlos auf Englisch, Französisch und Italienisch verständigen. Aber auch andere europäische Sprachen eignete er sich in seinem weiteren Leben an. Der Kriegsschauplatz Nordafrika blieb ihm bis zu seinem Tod in Erinnerung. Die Kultur und die Menschen dort hatten ihn sehr beeindruckt, und nicht zuletzt verarbeitete er die Abenteuerromantik der Sahara in seinen Abenteuerbüchern für Jugendliche.

### Nachkriegszeit
Im Gefolge der Flüchtlingswirren des Zweiten Weltkrieges verschlug es ihn 1947 nach der Entlassung aus der Kriegsgefangenschaft nach Eisenach in Thüringen. Dort arbeitete Walter Conrad zunächst als Sekretär der Volkshochschule, deren Direktorat er kurz darauf übernahm. Weiterhin war er ab 1951 in Eisenach als Berufsschullehrer tätig. Aus dieser Zeit stammen auch seine ersten Veröffentlichungen, zunächst als Ersatz für fehlende Lehrbücher gedacht.  Im Jahr 1952 erschien sein Erstlingswerk Einführung in die Funktechnik. Bereits ein Jahr später ging das Buch in die zweite Auflage und der weitere Weg als Autor begann sich abzuzeichnen. Der Urania Verlag in Berlin wurde auf den jungen Schriftsteller aufmerksam und konnte ihn 1954 als Lektor nach Berlin holen. Sechs Jahre arbeitete er dort und schrieb gleichzeitig an Büchern über Funktechnik und elektromagnetische Wellen. Zusätzlich entstanden seine ersten zwei Jugendbücher Notlandung in der Wüste und Leuchtkugeln bei Hassi Gebla.

### Schaffensjahre
1960 kehrte Walter Conrad nach Eisenach zurück und widmete sich vollständig seiner Arbeit als Fachbuchautor. Mit professionellem Einsatz erschienen regelmäßig ein bis zweimal im Jahr seine Werke. Er orientierte sich stets an den aktuellen technischen Entwicklungen und bewies Pioniergeist bei der Einordnung modernster Forschungen in einen zukünftigen Alltag. Fernsehtechnik und Halbleiterelektronik fanden gerade erst den Weg in die deutschen Wohnzimmer und bei Walter Conrad aufs Papier. Bis 1970 verfasste er weitere vier Jugendbücher, die alle in der Jugendbücherei Knabe verlegt wurden.
In einer weiteren Phase wendete sich Walter Conrad mehr und mehr auch populärwissenschaftlichen Themen zu. Vor allem in den Bereichen der Physik, aber auch der Technik im Allgemeinen, wollte er verständliche und spannende Literatur für jedermann schreiben. Bekannt wurde sein 1975 erschienenes Buch Physiker im Kreuzverhör. Große Experimente und ihre Meister. Erfolgreich aufgenommen wurde auch das zehn Jahre später verlegte Buch Technische Kuriositäten, in dem er scherzhaft die Stilblüten menschlichen Erfindungsgeistes unter die Lupe nahm. Mit seinen teilweise visionären Beiträgen Ende der 1980er Jahre zur aufkeimenden Computertechnologie und den bevorstehenden Veränderungen in der Kommunikationstechnik neigte sich sein äußerst intensives Schaffen langsam dem Ende.

### Ruhejahre
Reiselustig, informationsbegierig, belesen, philanthropisch und als ein beliebter Gesellschafter, so verlebte Walter Conrad seinen Ruhestand zusammen mit seiner Frau Marga in seiner Wahlheimat Eisenach. In Zusammenarbeit mit dem bekannten Lexikonverlag Meyers entstanden Artikel und Beiträge, die in den aktuellen Ausgaben der bekannten enzyklopädischen Reihen enthalten sind. Nebenbei recherchierte er für sein letztes großes Buch Geschichte der Technik in Schlaglichtern, das 1997 beim Bibliographischen Institut verlegt wurde. Zuletzt lebte er zurückgezogen im Kreis seiner Familie. Er widmete sich jetzt ganz besonders seinem jahrelangen Hobby, dem Sammeln von Funksendern und ihren technischen Daten. Mehr als 32.000 Datensätze trug er so zusammen.

### Nachruf
Walter Conrad verstarb am 4. Mai 2006. Er wurde auf seinen eigenen Wunsch hin auf dem Friedhof in Eisenach anonym beigesetzt.
„Auch der Weg von Wissenschaft und Technik geht weiter. Nur seine nächsten Etappen können wir überblicken. Aber wir wissen, daß er kein Ende hat. Wo immer wir haltmachen, uns umzusehen – stets stehen wir zugleich an einem neuen Anfang.“ – Walter Conrad aus Erfinder Erforscher Entdecker. Urania Verlag, 1972.

### Ehrungen
- zwei Literaturpreise
- zwei „Schönste Bücher des Jahres“

## Werke
Die Auswahl führt die erfolgreichsten und bekanntesten sowie die künstlerisch auffälligen Bücher auf.

### Jugendbücher
- 1957: Notlandung in der Wüste. Knabe.
- 1958: Leuchtkugeln bei Hassi Gebla. Knabe.
- 1961: Salz aus Taudeni. Knabe.
- 1964: Alarm an der Hoggarpiste. Knabe.
- 1965: Wadi Sura. Knabe.
- 1967: Die Schwerter des Kambyses. Knabe.

### Fachbücher
- 1952: Einführung in die Funktechnik. Fachbuchverlag Berlin.
- 1955: Grundschaltungen der Funktechnik. Fachbuchverlag Berlin.
- 1959: Auf unsichtbaren Straßen. Urania.
- 1959: Elektronen verändern die Welt. Urania.
- 1960: Grundschaltungen der Funk- und Fernsehtechnik. Fachbuchverlag Berlin.
- 1961: Streifzüge durch die Physik. Urania.
- 1962: Rundfunk und Fernsehen. Urania.
- 1963: Streifzüge durch die Halbleitertechnik. Urania.
- 1964: Streifzüge durch die Elektrotechnik. Urania.
- 1965: Elektrotechnik – kurz und einprägsam. Fachbuchverlag Berlin.
- 1967: Elektronenröhren. Fachbuchverlag Berlin.
- 1970: Streifzüge durch die HF-Technik. Urania.
- 1972: Meyers Taschenlexikon Elektronik – Funktechnik. Bibliographisches Institut Leipzig.

### Populärwissenschaftliche Literatur
- 1967: Forscher, Funker, Ingenieure. Fachbuchverlag.
- 1972: Erfinder Erforscher Entdecker. Urania.
- 1974: Roboter in unserer Hand – die Elektronik hilft dem Menschen. (= Regenbogenreihe) Kinderbuchverlag Berlin.
- 1975: Physiker im Kreuzverhör. Große Experimente und ihre Meister. Fachbuchverlag Berlin.
- 1977: Wer – Was – Wann? – Entdeckungen und Erfindungen in Naturwissenschaft und Technik. Fachbuchverlag Leipzig.
- 1979: Vom Jakobsstab zur Satellitennavigation. (= Akzent-Reihe Band 42) Urania.
- 1979: Elektronik gestern heute morgen – VEB Verlag Technik, Berlin, 1979
- 1985: Technische Kuriositäten. Urania.
- 1986: Chips, Sensoren, Computer, die Kollegen von morgen. (= Akzent-Reihe Band 79) Urania (1987 Elektor, Aachen).
- 1989: Kommunikation 2001. Anschluß für Menschen und Maschinen. Elektor, Aachen.
- 1997: Geschichte der Technik in Schlaglichtern. Bibliographisches Institut Mannheim.